# テルマ・サトクリフ
テルマ・サトクリフ（Thelma Sutcliffe、1906年10月1日 - 2022年1月17日）は、アメリカ合衆国のスーパーセンテナリアン。アメリカ・ネブラスカ州在住だった長寿の女性。

## 来歴
1906年10月1日、アメリカ・ネブラスカ州オマハに生まれる。彼女の父親は農夫であった。
1924年9月3日、17歳の頃アイオワ州にて郵便局員のビル・サトクリフと結婚。二人に子供はおらず、1970年代初頭のビルの死まで結婚状態は続いていたという。人生で一番幸せだった時として、「結婚式の日」と語っている。また、人生で2回乳がんとなったが、生き延びた。長寿な家族が何名かおり、姉のマリー・ケルソは107歳の誕生日を迎える3か月前まで生きた。二人の年齢は合わせて221歳200日を超え、これは歴代7位に相当する記録である。
100歳の誕生日の日、椅子を用意されたが拒否し、ずっと立っていたとされる。
2022年1月17日に死去。115歳108日没。

## 長寿記録
- 2019年2月1日、年齢が検証される[8]。。
- 2021年4月15日、ヘスター・フォードの死去により、アメリカ国内最高齢者となる。